# Apamea versicolor
Apamea versicolor är en fjärilsart som beskrevs av Barend J. Lempke 1949. Apamea versicolor ingår i släktet Apamea och familjen nattflyn. Inga underarter finns listade i Catalogue of Life.